# ソーシャルストーリー
ソーシャルストーリー（Social Stories）は、自閉スペクトラム症（ASD）のある子どもが社会的な状況や行動規範を理解しやすくすることを目的とした、短く個別化された物語形式の支援ツールである。1991年にアメリカの教育者キャロル・グレイによって開発された。
ソーシャルストーリーは、子どもにとって意味があり、安全で前向きな形で情報を提供することを目的としており、適応的な行動や対人スキルの獲得を支援する非侵襲的な介入法とされている。

## 概要
自閉スペクトラム症のある子どもは、社会的規範や他者の意図を直感的に理解することが難しい場合があり、これにより集団生活や学習環境で不安や混乱を感じることがある。こうした困難は、誤解や不適切な行動につながることがある。
ソーシャルストーリーは、そのような「社会的理解のギャップ」を埋めることを目的としており、個々の状況に応じて文脈を丁寧に説明することで、行動の改善や社会的適応の促進を目指す。
ソーシャルストーリーの作成と提示は、「目的の設定と情報収集」「ストーリーの執筆」「ストーリーの提示」の3つのステップで構成される。これらのステップには、キャロル・グレイが定義した10の必須基準があり、これによって他の一般的な文章やソーシャルナラティブと区別される。

## 特徴
グレイによるソーシャルストーリーは、以下の10の基準に基づいて構成される。
1. 目的
ソーシャルストーリーの目的は、「社会的に意味のある情報を、正確かつ肯定的・安心感のある方法で提供すること」である。問題行動を直接的に批判するのではなく、望ましい理解や行動を自然に引き出すように設計される。
2. 2段階の調査
ソーシャルストーリーの作成にあたっては、対象となる子どもの特性やニーズに関する詳細な情報収集が必要とされる。このプロセスはストーリーの個別化を図るうえで重要な工程とされており、汎用的あるいは既製のストーリーの使用は原則として推奨されていない。また、全体のうち少なくとも50％は、個人の達成や成功を称える内容で構成されることが望ましいとされている。
- 子どもの視点を理解する

子どもをよく知る保護者、教師、支援員などからの聞き取りや、子ども自身による描画などを通じて、当該状況に対する子どもの理解や混乱の要因を明らかにする。「なぜ怒っているのか」「何を誤解しているのか」などの視点から情報を整理する。
- 話題を決定する

収集した情報をもとに、ストーリーで取り扱う題材を明確化する。例として、「昼休みが過ごしづらい」といった広範な問題に対し、「どこに座ればよいか分からない」といった具体的な課題へと絞り込む。
3. 3つの構成とタイトル
序文・本文・結末で構成され、肯定的かつ簡潔なタイトルがつけられる。
- タイトル：「髪の毛を切るって楽しい」「いい匂いで気分がいい」「どうして怒るの？」
- 序文：ポジティブに主題を紹介（例：「毎日体を洗っています。こうしていい匂いを保ちます。」）
- 本文：具体的な情報を追加（例：「みんな体を洗って清潔にします。私はいい匂いが好きです。」）
- 結末：主旨をまとめポジティブに締める（例：「私も、家族も友だちも、いい匂いが好きです。」）

4. フォーマット
個人の学習スタイル、注意持続時間、理解度、読解力を考慮して内容および表現方法を調整する。視覚的支援として絵や写真を使用することがあり、音声読み上げが用いられる場合もある。文章の長さ、フォントサイズ、1ページあたりの文字数は、理解度や集中力に応じて調整される。
5. 5つの言語使用ルール
- 「あなた」という表現は命令的・指示的な印象を与えやすいため、二人称は使用せず、一人称や三人称を使用する。
- 批判的・威圧的・命令的な表現を避け、穏やかで前向きな語調を心がける。子どもが安心して内容を受け入れ、自分の行動について前向きに考えられるような、やさしく落ち着いた言葉遣いが求められる。

×「校長先生が集会で話しているときに、私は話を遮るべきではない」
○「子どもたちは、校長先生が集会でみんなに話しているとき、静かに耳を傾けようとします」
- 時制（過去・現在・未来）を使い分ける。
- 自閉症の子どもは、言葉を字義通りに受け取る傾向があるため、比喩表現や多義的な言い回しを避け、文字通りに言葉を使用する。
- 動詞などの語彙を正確に使用する。

×「ジェーンはスーパーマーケットで食べ物を手に入れる」
○「ジェーンはスーパーマーケットで食べ物を買う」
6. 6つの質問（5W1H）
誰が・何を・どこで・いつ・なぜ・どのようにといった問いを用いて状況の背景を明らかにする。
7. 7種類の文
- 記述文：客観的・事実に基づき、観察可能で、推測や主観を含まない文である。
- 視点文：ある状況において他者がどのように感じるかを記述する文である。これにより、子どもが他者の立場や気持ちを理解する手助けとなる。
- 指示文：特定の状況や出来事に対する望ましい反応や行動の選択肢を、前向きな表現で提示する。（例：「毎食後に歯を磨きます。」「遊び終わったらおもちゃを片付けるようにします。」）
- 制御文：物語を読んだ子ども自身が作成する文であり、状況において自分が活用できる解決方法を記憶しやすくする役割を担う。（例：「歯を健康に保つために、毎食後に歯を磨く必要があります。」「遊び終わったら、誰かがつまずかないようにおもちゃを片付ける必要があります。」）
- 肯定文：既述の内容を補強・支持する文であり、共有された価値観や意見を強調する。記述文・視点文・指示文と組み合わせて用いられることが多い。（例：「毎食後に歯を磨くようにします。歯を健康に保つことはとても大切です。」）
- 協力文：特定の状況や活動において、他者が果たす重要な役割を子どもが理解できるよう支援する文である。（例：「この通りには車がたくさん走っています。両親が安全に道を渡るのを手伝ってくれます。」）
- 部分文：特定の状況に対する適切な反応を、子ども自身に考えさせるために空欄補充形式で用いられる。（例：「大人は自分の順番を待って_____するのが礼儀だと考えています。」）

8. 文構成のバランス
ソーシャルストーリーは、子どもに対して単に行動を指示するものではなく、建設的な情報を提供するものである。そのため、キャロル・グレイは、ストーリーが指示的ではなく記述的な構成になるよう、文構成のバランスに関する基準を提示している。
```
「説明する文（記述文・視点文・肯定文）」の数 ÷「指示文」の数 ≥ 2
```

基本的に、指示文1つに対して2〜5の説明文を含む構成が望ましいとされている。
9. 興味関心を取り入れる
内容に子どもの興味や嗜好（例：趣味、好きなキャラクター）を取り入れることで、理解や共感を促す。
10. 編集と導入に関するガイドライン
ソーシャルストーリーは、静かで安心できる環境で提示される。ストーリーの編集は、子どもに関わるチームによって行われ、場合によっては子ども本人も参加する。導入時には、「あなたのために書いたストーリーがあるよ」などのポジティブな言葉が用いられる。内容の理解度は、制御文や空欄文の作成などを通じて確認される。
提示後はモニタリングが行われ、必要に応じて内容の修正や更新が行われる。複数のストーリーは個々に応じて整理・保管され、類似テーマのストーリーと関連付けることで概念の拡張が図られる。また、ストーリーは再利用や続編の形で提示されることがあり、スキルの習得後には称賛や成功を強調するストーリーに再構成される。